# Vernisáž

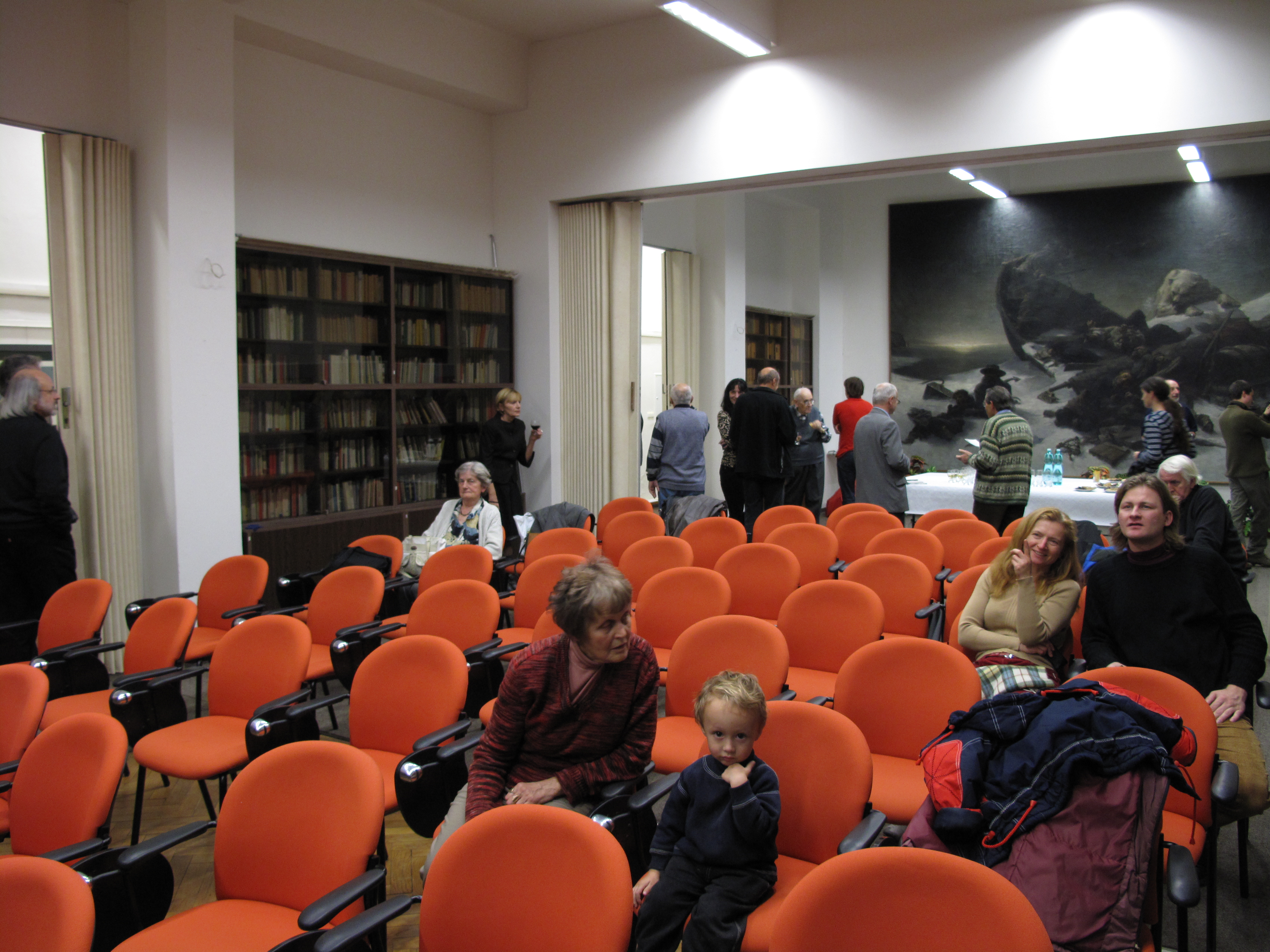
Vernisáž výstavy Proměnlivé struktury (dílo Aleše Svobody), plnící se sál

Vernisáž pochází z francouzského vernissage (sloveso vernir) s významem otevření výstavy, případně lakování.

## Základní význam
V češtině je slovo nejčastěji užíváno pro slavnostní otevření výstavy, které bývá zpravidla doplněno dalším uměleckým programem (kupř. hudebním či divadelním), na jehož počátku bývá pronesen krátký úvodní projev. Vernisáže mohou být jak zcela veřejné, tak i neveřejné resp. uzavřené. Uzavřené vernisáže se účastní pouze pozvaní návštěvníci.

## Jiný význam
Slovo se v odborném výtvarném názvosloví používá také jakožto termín pro lakování obrazů.

## Vývoj pravopisu
Na počátku 20. století se slovo psalo často s francouzskou koncovkou vernisage. Pravopis ale kolísal, takže např. Lidové noviny v roce 1905 napsaly vernisage, ale již o dva roky dříve použily tvar vernisáž. Jiná periodika ale v téže době užívala původní vernissage.